# Renaissance (musikalbum)
Renaissance är det sjunde studioalbumet av den amerikanska sångerskan Beyoncé. Albumet släpptes den 29 juli 2022 genom skivbolagen Parkwood Entertainment och Columbia. Det är hennes första studioalbum sedan 2016 års Lemonade. Beyoncé skapade och spelade in Renaissance under covid-19-pandemin i syfte att inspirera såväl glädje som förtroende hos lyssnare som var isolerade under denna tid.
Med sina låtar arrangerade som en DJ-mix blandar albumet svarta dansmusikstilar som disco och house. Den hyllar genrens queerpionjärer, vars verk samplades eller interpolerades i låtarna. Det lyriska innehållet utforskar teman som eskapism, hedonism, självsäkerhet och självuttryck. Albumet innehåller sexton låtar, som alla Beyoncé var med och skrev.
Albumet fick beröm från musikkritiker för sitt eklektiska men ändå sammanhängande ljud, positiva stämning och Beyoncés sångprestanda. Den första singeln "Break My Soul" släpptes den 20 juni 2022 och nådde nummer ett på flera listor världen över, inklusive Billboard Hot 100. Renaissance debuterade på Billboard 200-listan och blev Beyoncés sjunde album i rad att göra det. Den nådde också nummer ett i många territorier över hela världen, som Sverige, Storbritannien, Australien, Frankrike, Kanada och mer.

## Bakgrund
I augusti 2021 avslöjade Beyoncé att hon hade arbetat på sitt sjunde studioalbum i över ett år och sa att "med all isolering och orättvisa under det senaste året tror jag att vi alla är redo att fly, resa, älska och skratta om igen". Sångerskan gav de första tipsen om ett nytt album den 7 juni 2022 genom att ta bort sin profilbild från alla hennes konton på sociala medier. Fyra dagar senare kom texten "Vad är en B7?", en referens till hennes sjunde album, dök upp på hennes hemsida. Hon tillkännagav officiellt albumet den 16 juni 2022. Den 30 juni 2022 avslöjade Beyoncé albumets omslag på sina konton i sociala medier.
På standardomslagsbilden avbildas hon sittande på en holografisk kristallhäst. Kritiker tolkade omslaget som en hänvisning till John Colliers målning Lady Godiva från 1897.
Den 1 juli 2022 prydde Beyoncé omslaget till brittiska Vogue, vars redaktör Edward Enninful hörde delar av Renaissance. Enligt honom är albumet en kombination av "lyriska flygningar av invecklade och spännande rytmer".
Albumet läckte ut på internet den 27 juli 2022. Efter albumets släpp lade Beyoncé upp ett meddelande på sin hemsida och avslöjade att Renaissance är den första delen av ett projekt som hon har spelat in under de senaste tre åren under covid-19-pandemin. Hon tillägnade det till sina barn och hbtq-personer, särskilt sin homosexuella farbror.

## Låtlista
| 1.           | I'm That Girl                   | 3:28  |
| 2.           | Cozy                            | 3:30  |
| 3.           | Alien Superstar                 | 3:35  |
| 4.           | Cuff It                         | 3:45  |
| 5.           | Energy (med Beam)               | 1:56  |
| 6.           | Break My Soul                   | 4:48  |
| 7.           | Church Girl                     | 3:44  |
| 8.           | Plastic Off the Sofa            | 4:14  |
| 9.           | Virgo's Groove                  | 6:08  |
| 10.          | Move (med Grace Jones och Tems) | 3:23  |
| 11.          | Heated                          | 4:20  |
| 12.          | Thique                          | 4:04  |
| 13.          | All Up in Your Mind             | 2:49  |
| 14.          | America Has a Problem           | 3:18  |
| 15.          | Pure/Honey                      | 4:48  |
| 16.          | Summer Renaissance              | 4:33  |
| Total längd: | Total längd:                    | 62:14 |